# Центральноафриканський франк

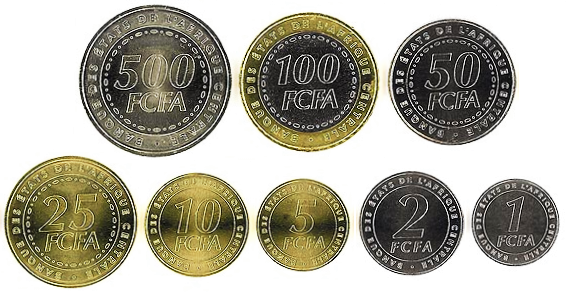
Центральноафриканські франки

Центральноафриканський франк (фр. Franc CFA BEAC, Franc de la Coopération Financière en Afrique centrale) — Франк Центральний КФА (Французький: франк КФА або просто франк, ISO 4217 код: XAF) є валюта шести незалежних держав у Центральній Африці: Камерун, Центральноафриканська Республіка, Чад, Республіка Конго, Екваторіальна Гвінея і Габон. Ці 6 країн мають загальне населення 45,0 млн осіб (станом на 2013), і сукупним ВВП в 88,2 млрд доларів США (станом на 2012 р.).